# Katarina gångbro

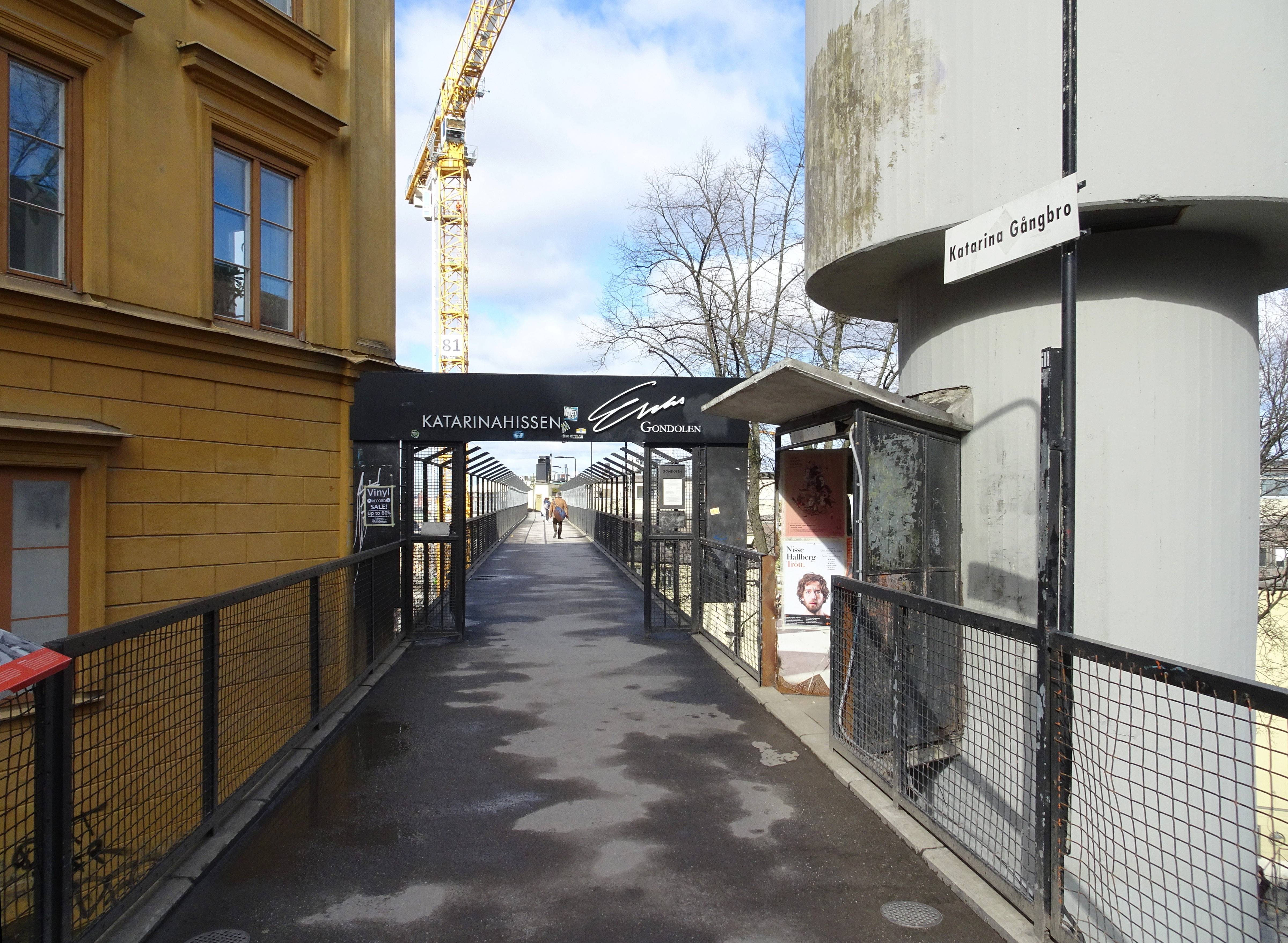
Katarina gångbro norrut, från Urvädersgränd, mars 2019.

Katarina gångbro (äldre namn Mosebackebron) är en bro för gående över Katarinavägen på Södermalm i Stockholm. Gångbron förbinder Mosebacke torg och Urvädersgränd med gamla KF-huset och Katarinahissen. Från bron har man en vidsträckt utsikt över hela Katarinavägen respektive över takåsarna vid Klevgränd och Mariagränd. 

## Historik

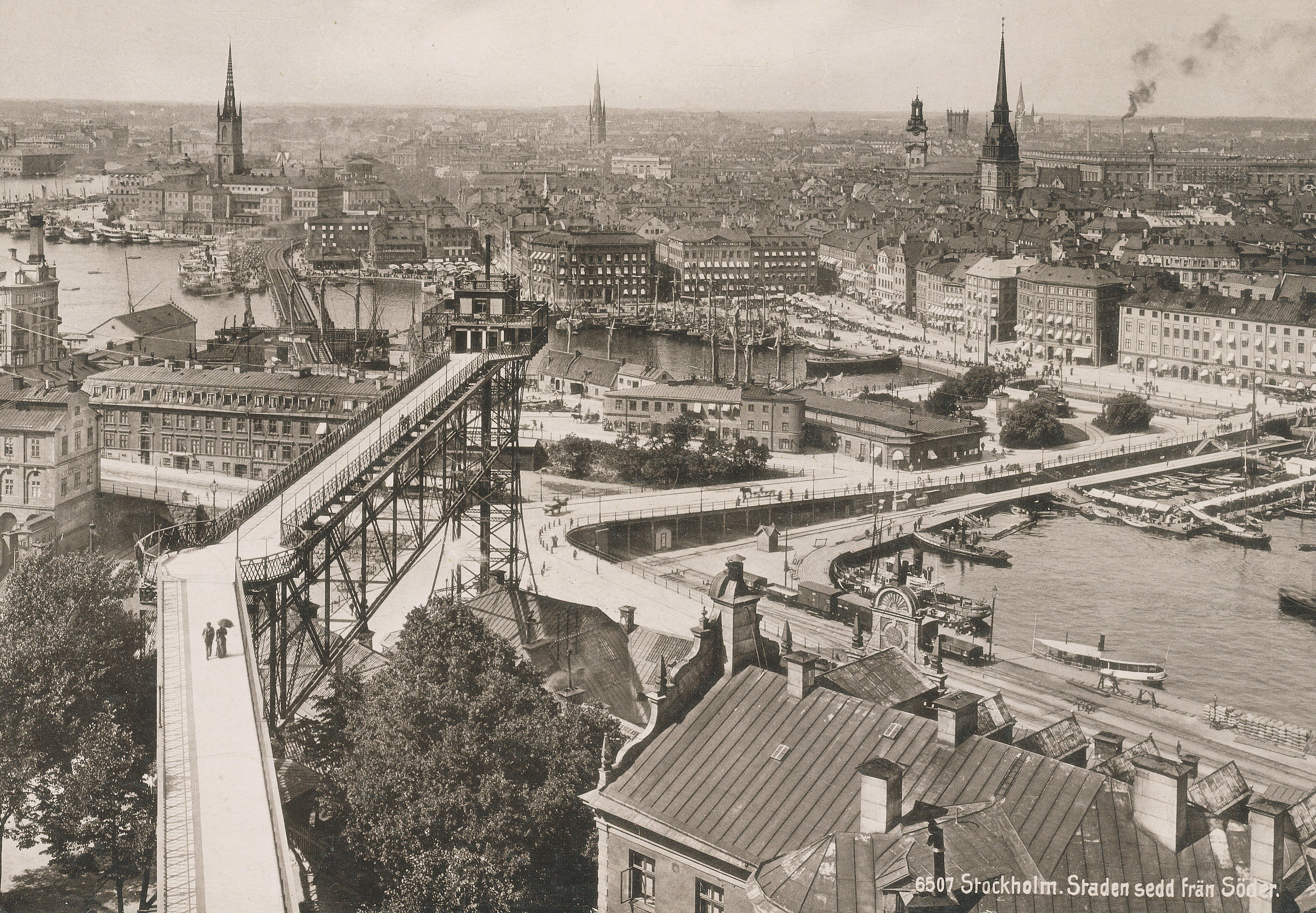
Gamla gångbron på ett vykort från 1915.

En broförbindelse för gående till och från Mosebacke och Katarinahissen fanns redan när gamla hissen invigdes 1883. Det var en fackverkskonstruktion i järn och en del av hela anläggningen som revs i juli 1933 då Slussens trafikknutpunkt fick ett nytt utseende. En ny hiss uppfördes på samma plats som den gamla, likaså en ny gångbro mot Mosebacke som blev färdig 1936 samtidigt med gamla KF-huset.  Gångbron, som på konstruktionsritningarna kallas Mosebackebron, ritades (liksom KF-huset) av Kooperativa förbundets arkitektkontors arkitekter Eskil Sundahl och Olof Thunström. Konstruktör var civilingenjör Hjalmar Granholm.

## Bron
Katarina gångbro sträcker sig från gamla KF-husets tak över Katarinavägen och Klevgränd fram till Urvädersgränd, ett avstånd på 100 meter.  Själva brokonstruktionen har en längd av 90 meter och en höjd över Katarinavägen på knappt 26 meter. Brobanan har en bredd på 3,5 meter och består av betongplattor vilka vilar på två höga I-balkar med olika dimensioner (de är numera kringgjutna med betong). Bron har tre spann, det längsta (över Katarinavägen) mäter 34 meter. Spann 1 och 2 bärs upp av en huvudpelare i betong med måtten 3 x 0,3 meter som står på en klippavsats på Katarinaberget. Spann 2 och 3 vilar på en stålpelare av rör med dimension 8" (20,32 cm).
I samband med bygget för P-hus Slussen i början av 1950-talet kompletterades bron med en hiss som gick från södra brofästet ner till garaget i bergrummet under Mosebacke torg. Det cylindriska hisschaktet finns kvar men hissen är dock avstängd sedan länge.

## Bilder

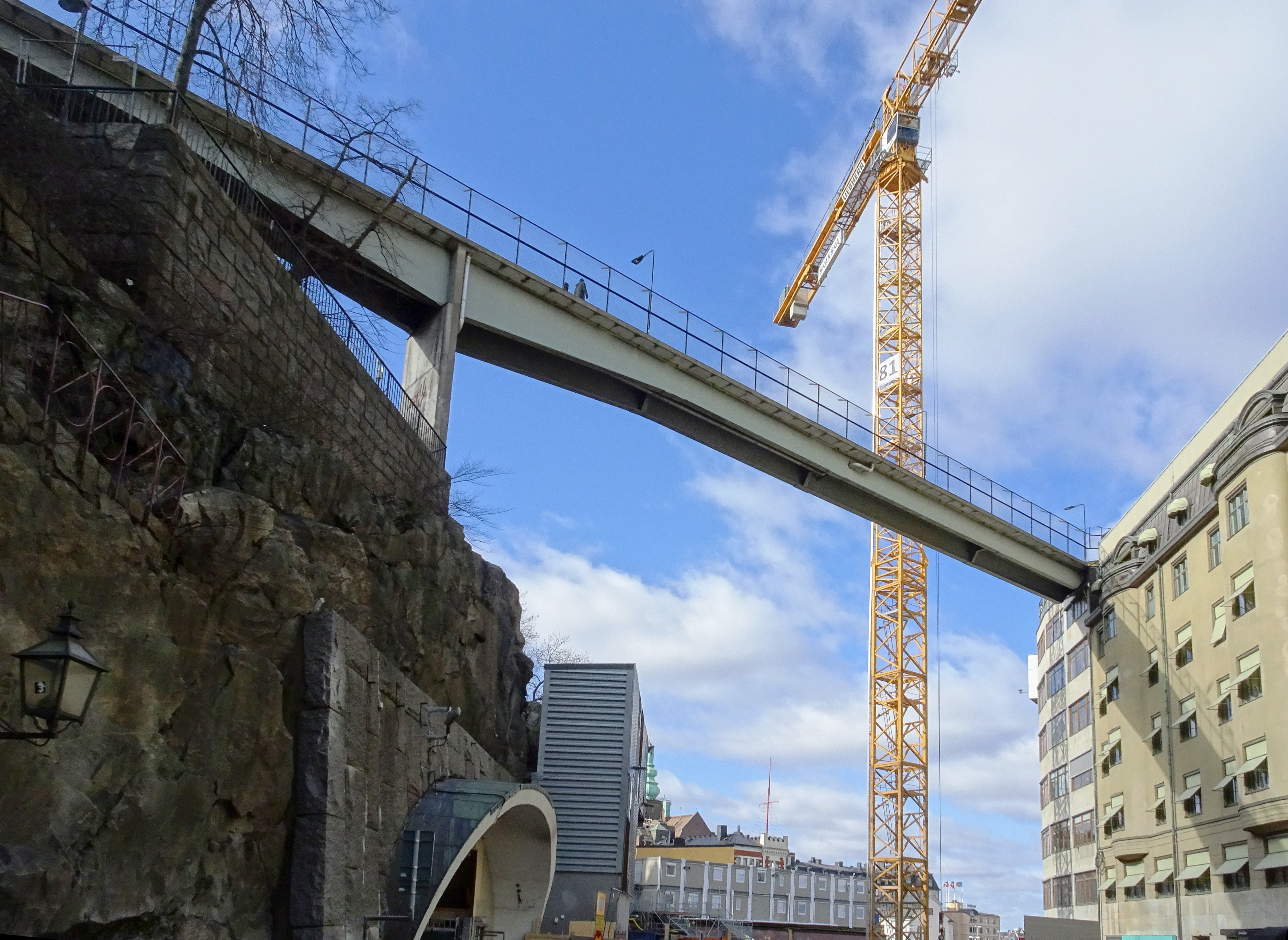
Bron från Katarinavägen.
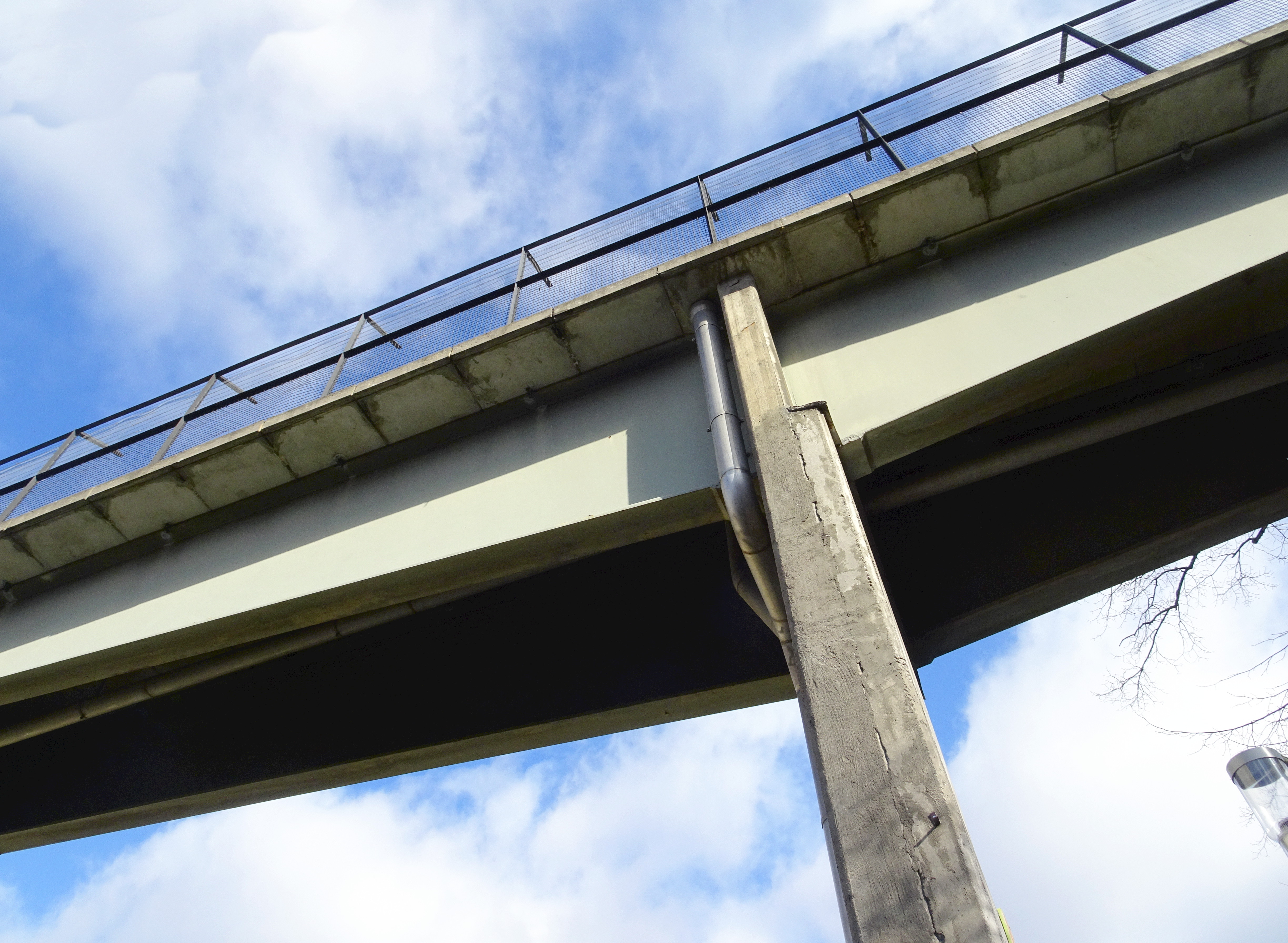
Brons huvudpelare.
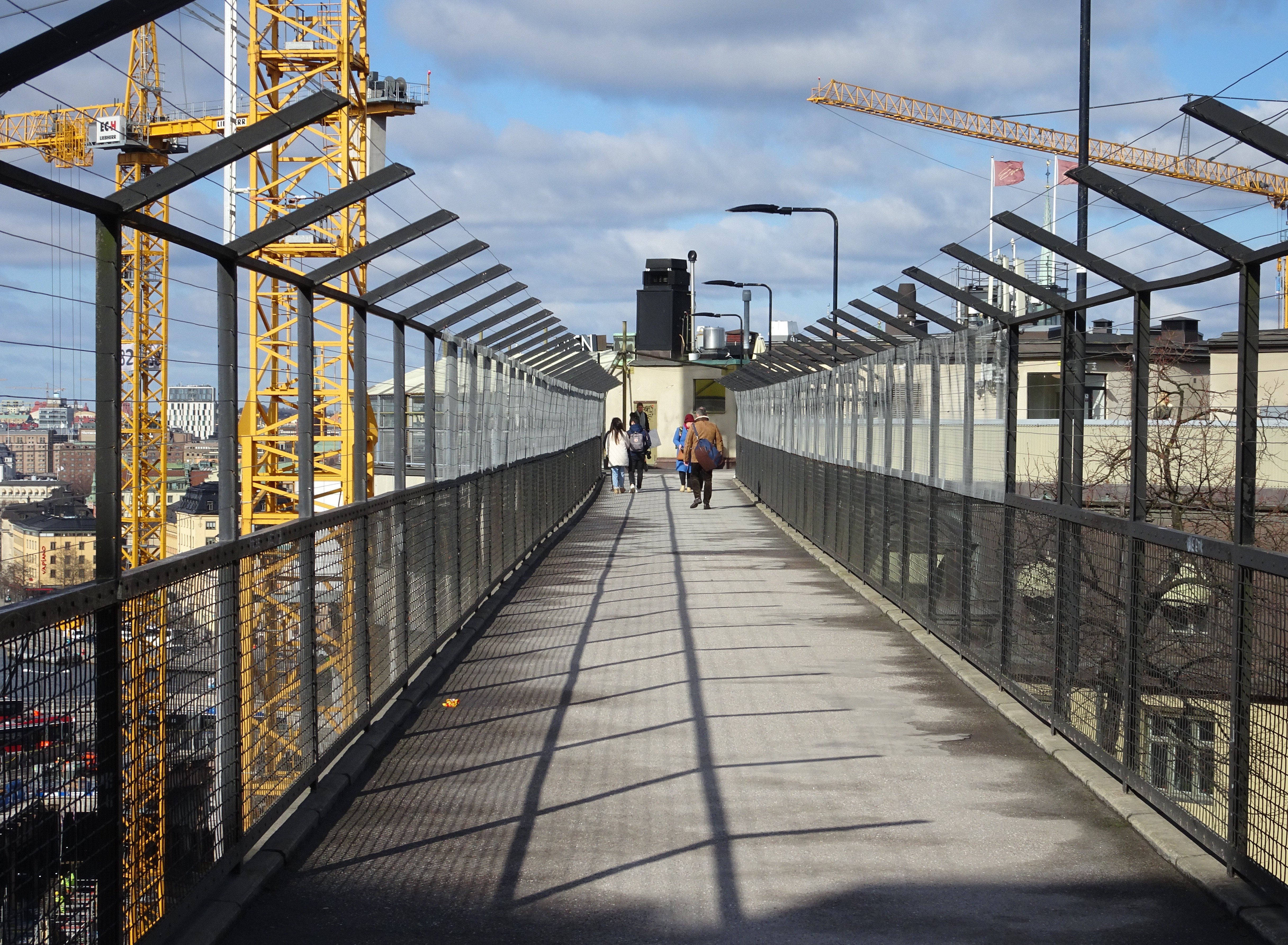
På bron, vy norrut.
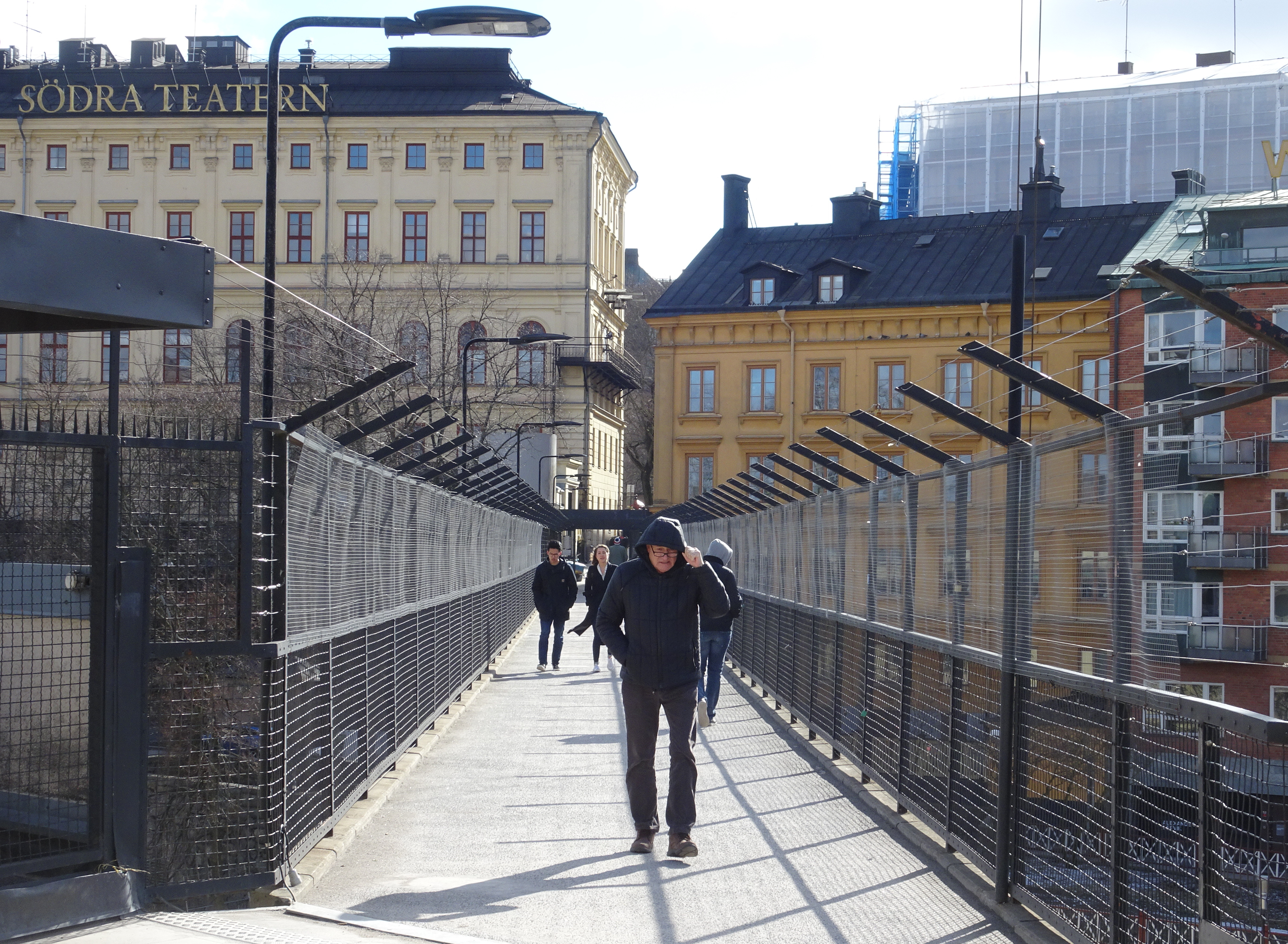
På bron, vy söderut.
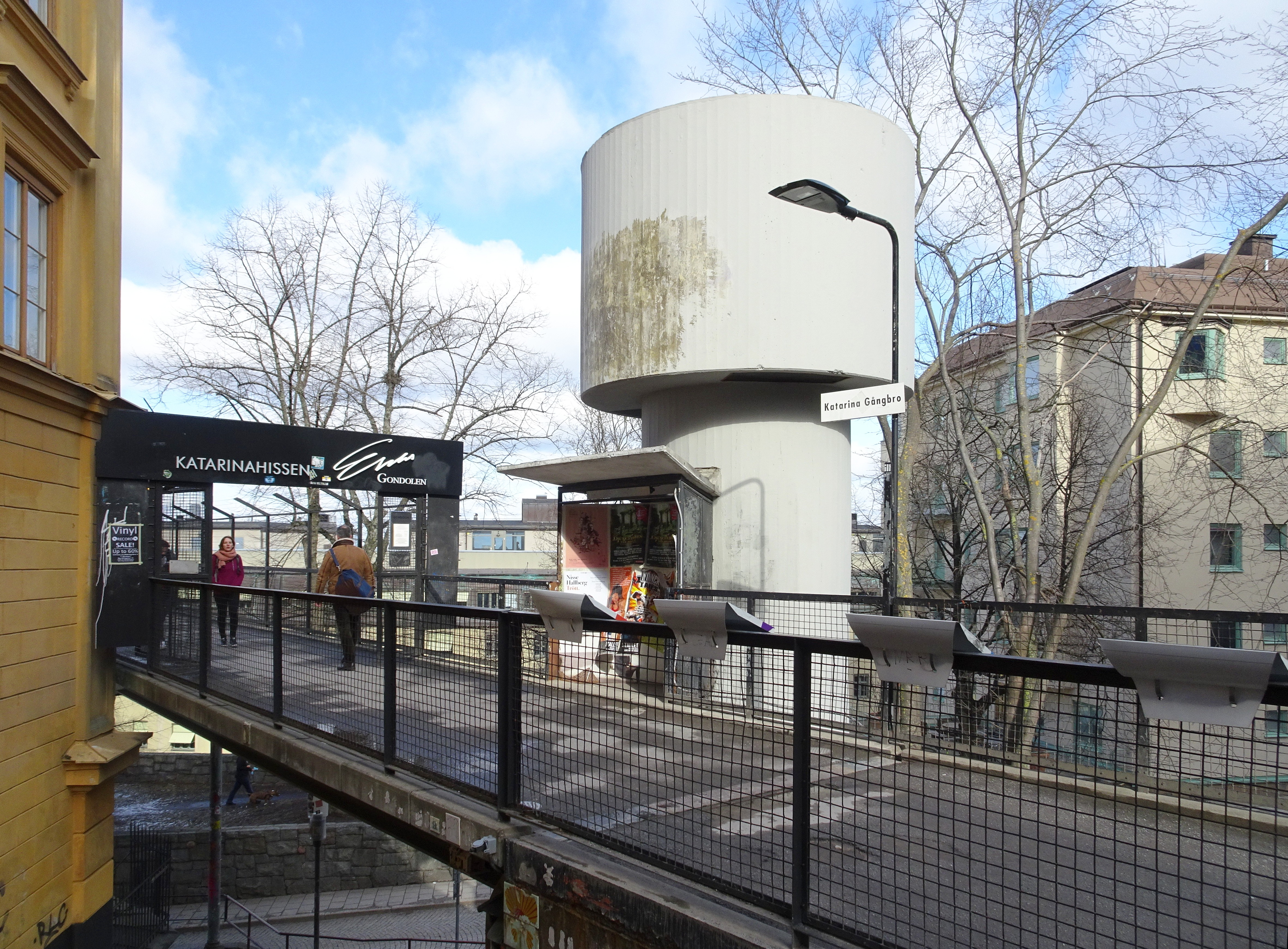
Vid Urvädersgränd med den avstängda hissen.